# مصرف البلد
مصرف البلد  (بنك الشمال الإسلامي سابقاً) هو بنك سوداني تأسس عام 1983. تسلم مصرف البلد جائزة أفضل بنك في السودان لإعادة الهيكلة والتطوير عام 2019 من قبل الاتحاد الدولي للمصرفيين العرب.

## تغيير الاسم
أقامت إدارة بنك الشمال الإسلامي احتفالاً كبيراً بمناسبة تغيير اسم البنك إلى مصرف البلد، وأكدت أن الهدف من تغير الاسم أن يكون البنك أكثر شمولاً يسع كل البلد تماشياً مع التغيرات التي مر بها البلاد.
الفروع بالعاصمة:-
1. البرج.
2. السوق العربي.
3. الخرطوم.
4. السجانة
5. المنطقة الصناعية الخرطوم.
6. الخرطوم 2.
7. السوق المحلي.
8. الكلاكلة.
9. جامعة إفريقيا العالمية.
10. شارع الستين.
11. سوق 6 - شرق النيل.
12. لبلدية بحري.
13. بحري المزاد.
14. الصناعات بحري.
15. سوق امدرمان.
16. السوق الشعبي امدرمان.
17. سوق ليبيا.

فروع الولايات:-
1. بورتسودان.
2. ودمدني.
3. كسلا.
4. القضارف.
5. كوستي.
6. الابيض.
7. نيالا.
8. دنقلا.
9. الحفير.